# E
E, e (phát âm là /e/ trong tiếng Việt; /i:/ trong tiếng Anh) là chữ thứ năm trong phần nhiều chữ cái dựa trên Latinh và là chữ thứ tám trong Bảng chữ cái tiếng Việt, nó đến từ chữ epsilon của tiếng Hy Lạp. Chữ hê của tiếng Xê-mit có lẽ có nghĩa đầu tiên là "người cầu nguyện". Trong tiếng Xê-mit, chữ này đọc như /h/ (nhưng đọc là /e/ trong những từ có gốc từ tiếng khác); trong tiếng Hy Lạp, hê trở thành epsilon, đọc như /e/. Người Etruscan và người La Mã dùng lối phát âm này.
- Trong bảng mã ASCII dùng ở máy tính, chữ E hoa có giá trị 69 và chữ e thường có giá trị 101.
- Trong âm nhạc, E đồng nghĩa với nốt Mi.
- E cũng là tên của một loại vitamin.
- Trong hệ đo lường quốc tế, E được dùng cho tiền tố êxa – hay 1018.
- Trong toán học:
  - Số e là hằng số Euler, một số siêu việt (vào khoảng 2,71828182846). Nó được sử dụng như là cơ số trong các phép tính logarit tự nhiên.
  - E trong cách ghi khoa học của một số biểu thị a10b. Ví dụ 7E8 = 7x108 = 700.000.000
  - Trong các hệ đếm cơ số từ 15 trở lên, E được sử dụng như ký hiệu của số 14. Xem thêm hệ thập lục phân.
- Trong Hoá Học:
  - e là ký hiệu của hạt electron.
- Trong vật lý học:
  - E là ký hiệu cho năng lượng như trong E=mc2.
  - E cũng có thể là ký hiệu cho điện trường.
  - {\displaystyle e^{-}} là ký hiệu cho electron.
- Trong thống kê và xác suất, E là giá trị biểu kiến mong đợi.
- € là ký hiệu của đồng Euro, đơn vị tiền tệ của Liên Minh Âu Châu.
- Theo mã số xe quốc tế, E được dùng cho Tây Ban Nha (España).
- E được gọi là Echo trong bảng chữ cái âm học NATO.
- Trong bảng chữ cái Hy Lạp, E tương đương với Ε và e tương đương với ε.
- Trong bảng chữ cái Cyrill, E có 2 tương đương: E và Э cho chữ hoa, e và э cho chữ thường.